# مارك مايمبيلا
مارك مايمبيلا (بالإنجليزية: Mark Mayambela)‏ (9 سبتمبر 1987 بكيب تاون في جنوب أفريقيا - ) هو لاعب كرة قدم جنوب أفريقي في مركز الوسط. لعب مع أورلاندو بيراتس ونادي مبومالانجا بلاك أسأت ونادي يورغوردينس وChippa United F.C. ‏ ونادي بلومفونتين سيلتيك.

## وصلات خارجية
- مارك مايمبيلا على موقع قاعدة بيانات كرة القدم.إي يو (الإنجليزية)
- مارك مايمبيلا على موقع Soccerway.com (الإنجليزية)